# میعان مویین

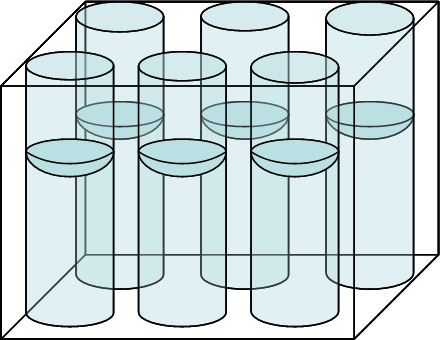
نمونه‌ای از محیط متخلخل در جو بخار که در آن میعان مویین رخ داده است.

میعان مویین به فرایندی گفته می‌شود که محیطی متخلخل در جو بخاری قرار گرفته است و از طریق مکانیزم جذب سطحی، فاز بخار به درون حفره‌های محیط متخلخل نفوذ می‌کند و باعث پر شدن آن فضا با مایع حاصل از میعان خود می‌شود. ویژگی یکتای فرایند میعان مویین این است که میعان بخار در فشاری کمتر از فشار بخار اشباع ، Psat ، انجام می‌شود. دلیل وقوع چنین فرایندی افزایش نیروهای وان‌دروالسی میان ذرات فاز بخار و جداره‌های داخلی قسمت‌های مویین محیط متخلخل است. به محض اینکه میعان شروع می‌شود، در فصل مشترک مایع و بخار سطح فرو رفته یا محدبی تشکیل می‌شود که باعث کامل شدن و به تعادل رسیدن میعان در فشاری کمتر از فشار بخار می‌شود. تشکیل سطح محدب در فصل مشترک وابسته به کشش سطحی مایع و هندسه و شکل مجراهای مویین محیط متخلخل است که این مطلب توسط معادله یانگ-لاپلاس بیان می‌شود.